# Rinite alérgica
Rinite alérgica, conhecida popularmente por febre dos fenos, é um tipo de inflamação do nariz que ocorre quando o sistema imunitário tem uma reação excessiva aos alergénios no ar. Os sinais e sintomas incluem congestão ou corrimento nasal, espirros e comichão nos olhos, que se podem tornar vermelhos e inflamados. O muco que escorre do nariz é geralmente límpido. Os sintomas têm geralmente início poucos minutos após a exposição ao alergénio e podem afetar o sono, a capacidade de trabalho e a capacidade de concentração. Nas pessoas alérgicas ao pólen, os sintomas geralmente ocorrem com maior intensidade durante determinadas épocas do ano. Muitas pessoas com rinite alérgica também apresentam asma, conjuntivite alérgica ou dermatite atópica. Os sintomas da rinite alérgica são semelhantes aos da constipação; no entanto, raramente duram mais do que duas semanas e não incluem febre.
O desenvolvimento de alergias é uma combinação de herança genética e de exposição a fatores ambientais. A rinite alérgica é geralmente desencadeada por alergénios ambientais, como o pólen, pelo de animais, pó ou bolor.  O mecanismo subjacente envolve a ligação de anticorpos IgE ao alergénio, o que causa a libertação de químicos inflamatórios dos mastócitos, como a histamina. O diagnóstico geralmente tem por base o historial clínico em conjugação com provas de sensibilidade cutânea ou análises ao sangue para detectar anticorpos IgE específicos. No entanto, estes testes apresentam frequentemente falsos positivos.
Crescer no meio rural e ter vários irmãos aparenta diminuir o risco. A exposição a animais no início da vida aparenta diminuir o risco de desenvolver posteriormente alergias ao pelo. Estão disponíveis vários medicamentos para alívio dos sintomas, incluindo esteroides nasais, anti-histamínicos como a difenidramina, cromoglicato e antagonistas do receptor de leucotrieno. No entanto, para muitas pessoas a medicação não é suficiente ou está associada a efeitos secundários. A exposição a quantidades cada vez maiores de alergénios, denominada por imunoterapia com alergénios, pode ser eficaz em casos graves. O alergénio pode ser administrado por via intravenosa ou como comprimido sublingual. O tratamento geralmente tem a duração de três a cinco anos.
A rinite alérgica é o tipo de alergia que afeta o maior número de pessoas. Nos países ocidentais, entre 10 e 30% das pessoas são afetadas todos os anos pela doença. É mais comum entre os 12 e os 40 anos de idade. A primeira descrição precisa da doença foi feita pelo médico do século X Rasis. Em 1859, Charles Blackley identificou o pólen como causa da doença. Em 1906, Clemens von Pirquet identificou o mecanismo. A ligação ao feno deve-se a uma antiga (e incorreta) teoria de que os sintomas seriam espoletados pelo aroma do feno novo.

## Sinais e sintomas

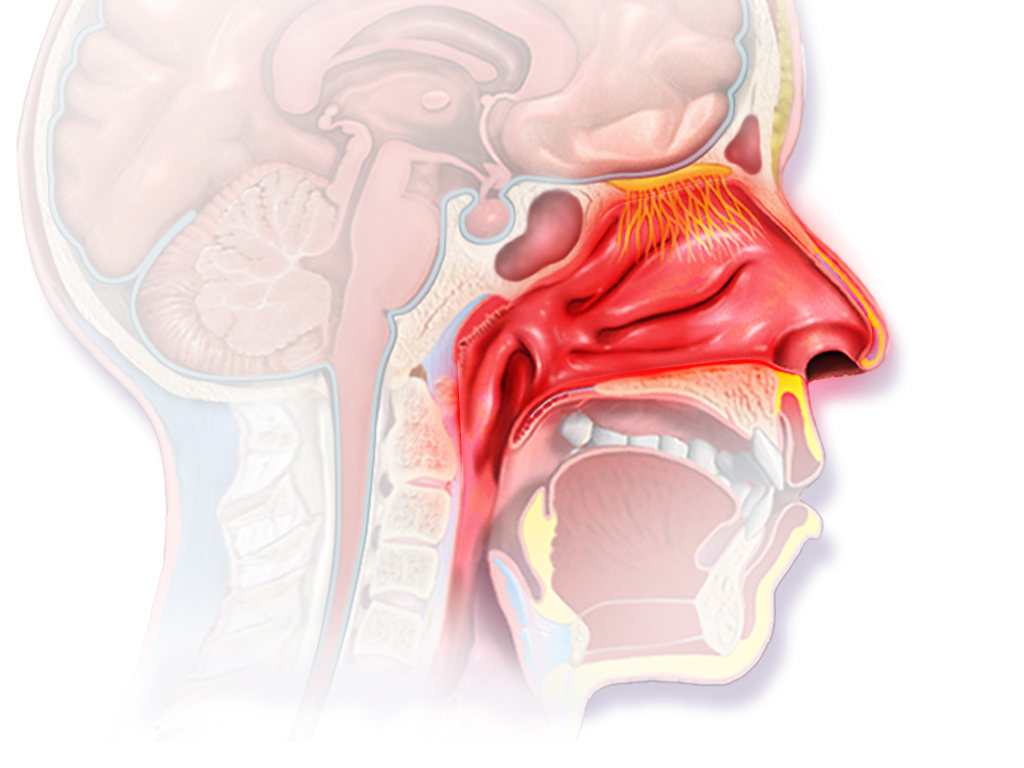
Ilustração representando inflamação associada à rinite alérgica

Os sintomas surgem pouco tempo após a exposição ao alergéneo, e a sua intensidade é variável quer entre indivíduos quer no mesmo indivíduo durante o dia, sofrendo um agravamento de manhã nas primeiras horas após o despertar.
Os sintomas mais frequentes são:
- Tosse
- Espirros
- Nariz seco (com falta de ar )
- Garganta seca
- Dores de cabeça
- Comichão no nariz, boca, olhos, garganta, pele ou outras áreas
- Olhos vermelhos e/ou lacrimejantes
- Falta de ar
- Fadiga
- Dificuldade em dormir
- Coriza (nariz escorrendo)
- Inchaço sob os olhos

O conjunto sintomático é muito semelhante ao resfriado que pode durar anualmente três meses de sofrimento (duração da estação), acrescido de uma incômoda e perturbadora sintomatologia ocular.

## Causa

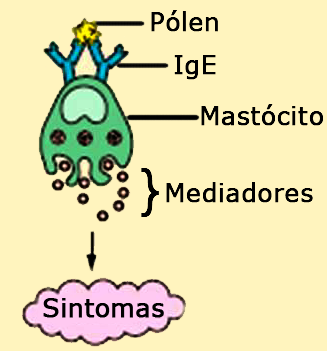
Mastócito a libertar mediadores

A febre dos fenos, tal como todas as alergias, é uma resposta exagerada do sistema imunitário a um alergéneo, que geralmente é uma substância inócua e na maioria das pessoas não desencadeia uma resposta imune. Este tipo de resposta é designada por reacção de hipersensibilidade tipo 1.
Nas pessoas alérgicas, o pólen é inspirado e entra em contacto com a mucosa das vias aéreas. Aí, liga-se a anticorpos do tipo IgE que estão na parede de um tipo especial de glóbulos brancos, os mastócitos, fazendo com que sejam libertados vários compostos tais como a histamina, que actuam como mediadores inflamatórios. São estes mediadores que causam os sintomas da febre dos fenos.
A primavera é principalmente a época em que as plantas realizam sua polinização, e se inicia também o processo de floração da maior parte delas.  Na maior parte dos casos os grãos de pólen são leves e são transportados pelo vento, dessa forma podem causar problemas respiratórios, desde simples espirros e coceiras até maiores agravos nas vias aéreas.
Outras doenças estão por vezes associadas à febre dos fenos, como por exemplo a asma ou o eczema.

## Diagnóstico

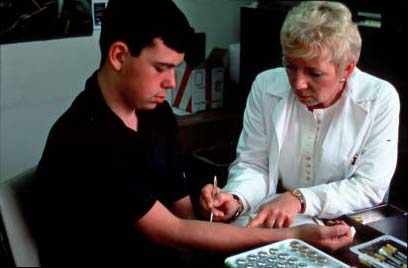
Teste cutâneo de sensibilidade

A história dos sintomas, incluindo a forma como variam ao longo do dia ou do ano, é suficiente para fazer o diagnóstico de febre dos fenos. Tipicamente há um agravamento ao ar livre, em dias ventosos, e noutras situações que levem a uma maior exposição ao pólen; e diminui em dias chuvosos ou no interior de edifícios climatizados (por menor contacto com pólen).
Em alguns casos podem ser feitos testes adicionais para determinar que alergéneos causam a reacção alérgica. O mais frequente é um teste de sensibilidade (teste de escarificação), em que é colocada uma gota de solução que contém um alergéneo purificado sobre a pele, e depois feita uma pequena picada para permitir que a solução entre em contacto com a derme. Geralmente são usadas várias soluções que contêm os alergéneos mais comuns na área de residência do doente. Após algum tempo (10 a 20 minutos) são analisadas as diversas picadas para verificar se alguma desencadeou uma resposta alérgica.
Em casos mais raros pode ser pedida a detecção ou doseamento de anticorpos IgE, feita através de testes imunoenzimáticos como o ELISA, ou exames radioalergoabsorventes (RAST).

## Prevenção

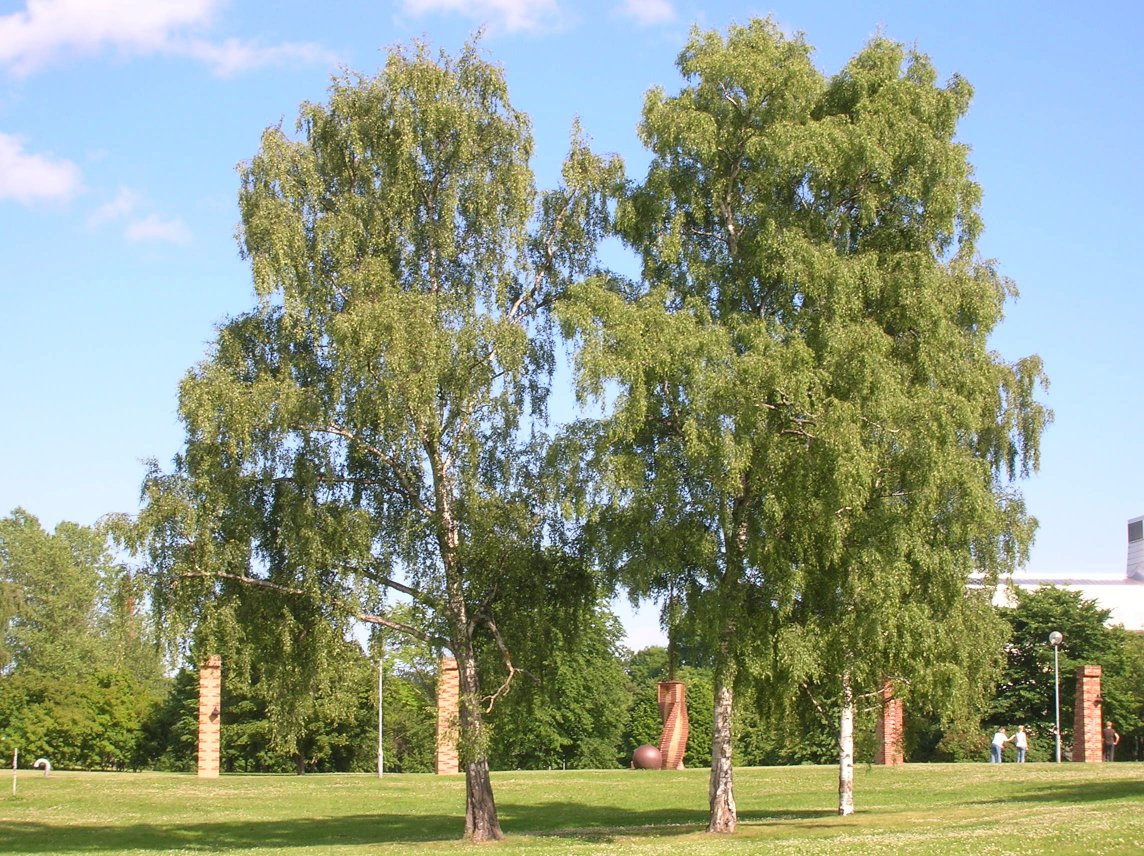
Bétulas. O seu pólen é frequente causa de alergia.

Se o alergéneo for conhecido, é possível adoptar medidas para minimizar o contacto, e portanto as crises alérgicas. Estas medidas incluem:
- Manter os vidros do automóvel e dos edifícios fechados
- Usar óculos (por exemplo, óculos de sol)
- Evitar lugares abertos e com vegetação, principalmente durante o anoitecer e à noite
- Instalar um filtro de pólen no automóvel
- Informar-se sobre as contagens de pólen na atmosfera (em Portugal)
- Planear períodos de férias (junto ao mar ou no estrangeiro) consoante as épocas de polinização
- Evitar colocar roupas para secar no exterior, roupas úmidas coletam pólen que podem agravar a alergia
- A fumaça de cigarro pode agravar os sintomas da alergia
- Evitar travesseiro de pena. Use de espuma, látex ou fibra.
- Use capas de travesseiro e colchão antialérgicas.
- Limpar a cama e a roupa de cama com frequência;
- Evite tapetes, carpetes, cortinas e almofadões. Dê preferência a pisos fáceis de lavar;
- Evite colocar camas e berços justapostos a paredes com marcas de umidade;
- Evite bichos de pelúcia, estantes com muitos livros e coisas que acumulem poeira;
- Identifique e elimine mofo e umidade;
- Evite usar vassouras e espanadores. Use panos úmido ou aspirador de pó cm filtro tipo HEPA. Afaste o alérgico de casa durante a limpeza;
- Evitar animais de pelo e pena em casa, principalmente no quarto e na cama. Pode ter aquário e tartaruga;
- Extermine baratas e roedores;
- Não fume e não deixe que fumem na casa.[22]

Como a febre dos fenos não é uma situação que ponha em risco a vida do doente, é controverso se medidas de prevenção devem ser recomendadas por rotina, já que a medicação é geralmente suficiente para controlar os sintomas sem afectar a qualidade de vida.
Cada planta tem um período diferente de polinização. As pessoas que são alérgicas ao pólen de bétula, por exemplo, sofrem de rinite alérgica durante os meses de sua reprodução.

## Tratamento

### Medicamentos
A medicação mais vezes utilizada nos casos leves a moderados são os anti-histamínicos orais que bloqueiam o receptor H1 da histamina, um dos principais mediadores responsável pelos sintomas. Alguns destes medicamentos são a terfenadina, astemizole, loratadina e fexofenadina.
Em casos mais graves podem ser usados glicocorticóides por via tópica, que são mais eficazes nos sintomas nasais do que os anti-histamínicos. Em alternativa pode ser usado o cromoglicato, em especial nas crianças, já que estas podem sofrer mais facilmente dos efeitos adversos dos glicocorticóides.
Em pacientes que não respondam a esta medicação é por vezes equacionada a utilização sistémica de glicocorticóides (por exemplo a prednisolona), que geralmente causam um alívio rápido dos sintomas. A administração sistémica permite uma acção eficaz mesmo em situações de obstrução nasal completa (que limita a acção de medicamentos tópicos), embora a utilização de descongestionantes nasais de curto efeito antes da administração tópica também permita resolver este problema.

### Imunoterapia
A prevenção e medicação são suficientes para controlar os sintomas na maioria dos doentes. Nos casos raros em que isso não acontece, pode ser sugerida uma forma de tratamento que consiste em injectar concentrações crescentes (iniciando com uma dose muito baixa) do alergéneo, que ao longo do tempo (habitualmente anos) é gradualmente aumentada. Esta forma de imunoterapia causa uma dessensibilização do sistema imunitário, que eventualmente deixa de montar uma resposta alérgica, ou pelo menos diminui a sua intensidade.

### Terapias alternativas
Uma grande variedade de métodos alternativos são usados para aliviar os sintomas e tratar a febre dos fenos, embora não haja evidências que suportem a sua utilização. Apesar de haver poucas evidências sobre a sua eficácia, algumas pessoas tentam tratamentos alternativos, incluindo ervas medicinais e suplementos. O extrato de petasites pode prevenir sintomas durante a primavera; no entanto, deve haver garantia que ao produto consumido foram removidas as substâncias potencialmente tóxicas. Existem evidências limitadas que a espirulina e a Tinospora cordifolia possam ser eficazes. São também usados outros produtos, incluindo capsicum, mel, vitamina C e óleo de peixe, embora não seja claro que benefícios é que apresentam. Algumas pessoas alegam que a acupuntura pode ajudar a tratar os sintomas, embora não haja evidências de que funcione.

## Epidemiologia
A rinite alérgica é o tipo de alergia que afeta o maior número de pessoas. Nos países ocidentais, entre 10 a 30% das pessoas são afetadas em cada ano. É mais comum entre os vinte e os quarenta anos de idade.